# نصیرکندی (میاندوآب)
نصیرکندی (میاندوآب)، روستایی از توابع بخش مرکزی شهرستان میاندوآب در استان آذربایجان غربی ایران است. این روستا بر سر راه جاده ارتباطی شهرستان میاندوآب با شهرستان شاهین‌دژ قرار گرفته‌است.

## جمعیت
این روستا در دهستان زرینه‌رود شمالی قرار دارد و براساس سرشماری مرکز آمار ایران در سال ۱۳۸۵، جمعیت آن ۱٬۸۷۸ نفر (۴۱۳ خانوار) بوده‌است.